# سهره چهچهه‌زن گلوخاکستری
سهره چهچهه‌زن گلوخاکستری (نام علمی: Poospiza cabanisi) نام یک گونه از سرده سهره چهچهه‌زن است.